# Joodtinctuur

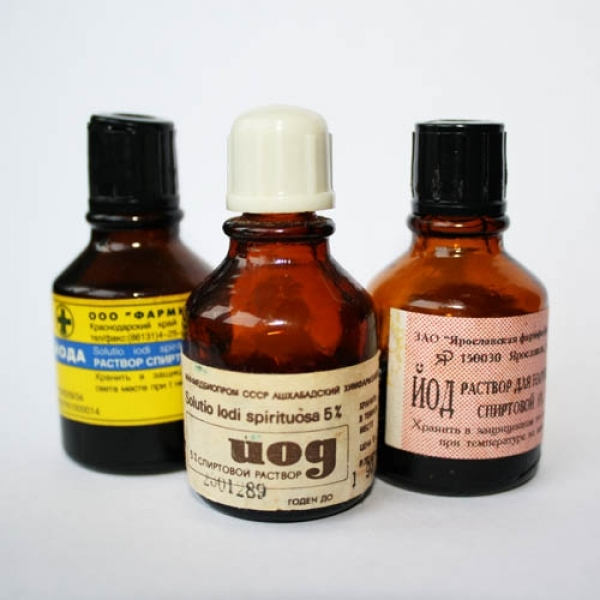
Flesjes met joodtinctuur

Joodtinctuur is een oplossing van jood en natriumjodide in een mengsel van water en ethanol. Het is een heldere, bruinrode vloeistof met een kenmerkende geur.
Joodtinctuur heeft een bacteriedodende werking en wordt onder meer gebruikt om de huid te ontsmetten voorafgaand aan een operatie. Joodtinctuur voor geneeskundig gebruik bevat 2% jood en 2,5% natriumjodide.
Joodtinctuur kan ook gebruikt worden om wonden te ontsmetten, maar de alcohol veroorzaakt een onaangenaam prikkelend of branderig gevoel op de beschadigde huid. Jood zelf kan ook hevige allergische reacties veroorzaken (joodallergie).
Er zijn betere alternatieven beschikbaar voor joodtinctuur, bijvoorbeeld povidonjodium.